# Lutung
Lutung (Trachypithecus) – rodzaj ssaków naczelnych z podrodziny gerez (Colobinae) w obrębie rodziny koczkodanowatych (Cercopithecidae).

## Zasięg występowania
Rodzaj obejmuje gatunki występujące w Azji.

## Morfologia
Długość ciała (bez ogona) 42–72 cm, długość ogona 57–104 cm; masa ciała samic 5–11,5 kg, samców 5,5–14 kg.

## Systematyka
Rodzaj zdefiniował w 1862 roku niemiecki botanik i zoolog Ludwig Reichenbach w publikacji swojego autorstwa poświęconej historii naturalnej małp. Reichenbach wymienił kilkanaście gatunków – Simia maura von Schreber, 1774 (nomen dubium), Semnopithecus chrysomelas S. Müller, 1838, Semnopithecus comatus Desmarest, 1822, Semnopithecus frontatus S. Müller, 1838, Simia melalophos Raffles, 1821, Semnopithecus flavimanus I. Geoffroy Saint-Hilaire, 1831 (= Simia melalophos Raffles, 1821), Presbytis nobilis J.E. Gray, 1842 (= Simia melalophos Raffles, 1821), Semnopithecus sumatranus S. Müller & Schlegel, 1841, Semnopithecus rubicundus S. Müller, 1838, Semnopithecus siamensis S. Müller & Schlegel, 1841, Cercopithecus auratus É. Geoffroy Saint-Hilaire, 1812, Semnopithecus pyrrhus Horsfield, 1824 (= Cercopithecus auratus É. Geoffroy Saint-Hilaire, 1812), Simia cristata Raffles, 1821, Semnopithecus pruinosus Desmarest, 1822 (= Simia cristata Raffles, 1821), Semnopithecus pileatus Blyth, 1843 – z których gatunkiem typowym jest (późniejsze oznaczenie) Semnopithecus pyrrhus Horsfield, 1824 (= Cercopithecus auratus É. Geoffroy Saint-Hilaire, 1812).

### Etymologia
Trachypithecus: gr. τραχυς trakhus ‘szorstki, kudłaty’; πιθηκος pithēkos ‘małpa’.

### Podział systematyczny
Do rodzaju należą następujące gatunki:
| Grafika | Gatunek                      | Autor i rok opisu | Nazwa zwyczajowa     | Podgatunki         | Rozmieszczenie geograficzne | Podstawowe wymiary                                | Status IUCN |
| ------- | ---------------------------- | --- | -------------------- | ------------------ | --- | ------------------------------------------------- | ----------- |
|         | Trachypithecus geei          | Khajuria, 1956 | lutung złocisty      | gatunek monotypowy | północno-wschodnie Indie (podnóża Himalajów w północno-zachodnim Asamie), Bhutan (na północ od Gór Czarnych, na wschód od rzeki Sankosz; także na wschód od rzeki Mangde) | DC: 49–72 cm DO: 71–94 cm MC: 9,5–12 kg           | EN          |
|         | Trachypithecus pileatus      | (Blyth, 1843) | lutung czapeczkowy   | 3 podgatunki       | północno-wschodnie Indie (Arunachal Pradesh, Asam, Meghalaya i Nagaland), Bhutan, północno-zachodni Mjanma (na zachód od rzeki Czinduin, na południe do gór Czin) | DC: 47–72 cm DO: 72–104 cm MC: 9,5–14 kg          | VU          |
|         | Trachypithecus shortridgei   | (Wroughton, 1915) | lutung samotny       | gatunek monotypowy | północno-wschodnia Mjanma (na wschód od rzeki Czinduin, w stanie Kaczin), południowo-zachodnia Chińska Republika Ludowa (dolina Dulong, północno-zachodni Junnan) | DC: 67–72 cm DO: 95–104 cm MC: brak danych        | EN          |
|         | Trachypithecus auratus       | (É. Geoffroy Saint-Hilaire, 1812) | lutung jawajski      | gatunek monotypowy | Indonezja (środkowa i wschodnia Jawa (z wyspami Sempu i Nusa Barung na południowym wybrzeżu), Bali i Lombok) | DC: 44–65 cm DO: 61–87 cm MC: około 7,1 kg        | VU          |
|         | Trachypithecus mauritius     | (Griffith, 1821) | lutung hebanowy      | gatunek monotypowy | Indonezja (zachodnia Jawa (północne wybrzeże na zachód od Dżakarty, w głąb lądu do Bogor, Cisalak i Jasinga, południowe wybrzeże na wschód do Cikaso i prawdopodobnie Ciwangi)                                                                                               | brak danych                                       | VU          |
|         | Trachypithecus cristatus     | (Raffles, 1821) | lutung srebrzysty    | 2 podgatunki       | Borneo, Sumatra, Bangka, Belitung, Wyspy Riau (Bintan, Combol, Sugi i być może Batam), Wyspy Lingga (Bakung i Lingga) i Wyspy Natuna (Serasan) | DC: 46–58 cm DO: 66–75 cm MC: 5,7–6,6 kg          | VU          |
|         | Trachypithecus selangorensis | Roos, Nadler & Walter, 2008 |                      | gatunek monotypowy | Malezja (pas wzdłuż zachodniego wybrzeża półwyspowej części od 6° szerokości geograficznej północnej do 1°30′ szerokości geograficznej północnej (Kedah, Perak, Selangor, Negeri Sembilan, Malakka i Johor)                                                                  | DC: 46–53 cm DO: 68–82 cm MC: brak danych         | NT          |
|         | Trachypithecus germaini      | (Milne-Edwards, 1877) | lutung indochiński   | gatunek monotypowy | południowa Mjanma, południowa Tajlandia, południowy Laos, Kambodża (na zachód od rzeki Mekong) i południowy kraniec Wietnamu; wschodnią granicą może być rzeka Mekong) | DC: około 55 cm DO: 72–84 cm MC: 6,5–7 kg         | EN          |
|         | Trachypithecus margarita     | (D.G. Elliot, 1909) |                      | gatunek monotypowy | południowy Laos (granica północna 16°23′ szerokości geograficznej północnej), południowo-centralny Wietnam (granica północna 14°30′ szerokości geograficznej północnej), wschodnia Kambodża (prowincje Rôttanak Kiri i Môndôl Kiri); granicą zachodnią może być rzeka Mekong | brak danych                                       | EN          |
|         | Trachypithecus barbei        | (Blyth, 1847) | lutung leśny         | gatunek monotypowy | ograniczony do małego regionu na północ od Półwyspu Malajskiego (wschodnia Mjanma i zachodnia Tajlandia) | brak danych                                       | VU          |
|         | Trachypithecus obscurus      | (Reid, 1837) | lutung ciemny        | 7 podgatunków      | południowa Mjanma (na południe od około 15°10′ szerokości geograficznej północnej, archipelag Mergui), Półwysep Malajski w południowo-zachodniej Tajlandii i Malezji (w tym kilka wysp)                                                                                      | DC: 42–68 cm DO: 57–81 cm MC: 5–9,1 kg            | EN          |
|         | Trachypithecus phayrei       | (Blyth, 1847) | lutung orientalny    | gatunek monotypowy | wschodni Bangladesz, północno-wschodnie Indie (Assam, Mizoram i Tripura) i zachodnia Mjanma (południowo-wschodni przez Rakhine do Pegu) | DC: 45–58 cm DO: 65–77 cm MC: 5,7–9,1 kg          | EN          |
|         | Trachypithecus melamera      | (D.G. Elliot, 1909) |                      | gatunek monotypowy | południowo-środkowa Chińska Republika Ludowa (zachodni Junnan) oraz północna i wschodnia Mjanma (stan Szan i sąsiadująca sucha strefa północnej Mjanmy) | DC: 55–60 cm DO: 73–80 cm MC: 5,7–9,1 kg          | NE          |
|         | Trachypithecus popa          | Roos, K.M. Helgen, Miguez, Naw May Lay Thant, Ngwe Lwin, Aung Ko Lin, Aung Lin, Khin Mar Yi, Paing Soe, Zin Mar Hein, Margaret Nyein Nyein Myint, Ahmed, Chetry, Urh, Veatch, Duncan, Kamminga, Chua, Yao Lu, Matauschek, D. Meyer, Liu Zhijin, Li Ming, Nadler, Fan Pengfei, Le Khac Quyet, Hofreiter, Zinner & Momberg, 2020 |                      | gatunek monotypowy | Mjanma (pomiędzy rzekami Irawadi a Saluin, a także zachodnie podnóża gór Kayah-Karen; północno-wschodnia granica zasięgu niejasna) | DC: 50–60 cm DO: 77–86 cm MC: 7–8,2 kg            | CR          |
|         | Trachypithecus crepusculus   | (D.G. Elliot, 1909) | lutung birmański     | gatunek monotypowy | południowo-środkowa Chińska Republika Ludowa (na wschód od rzeki Saluin, południowy Junnan), południowa Mjanma, północna Tajlandia (na południe do Raheng, na zachód do Zatoki Bengalskiej), północny i centralny Laos oraz północny Wietnam                                 | DC: 49–51 cm DO: 82–83 cm MC: 6,4–6,9 kg          | EN          |
|         | Trachypithecus poliocephalus | (Trouessart, 1911) | lutung jasnogłowy    | gatunek monotypowy | Wietnam (wyspa Cát Bà w zatoce Hạ Long, u wybrzeży Quảng Ninh) | DC: 49–59 cm DO: 82–92 cm MC: 6,7–9,5 kg          | CR          |
|         | Trachypithecus leucocephalus | Tan Bangjie, 1957 | lutung białogłowy    | gatunek monotypowy | Chińska Republika Ludowa (południowo-zachodni Kuangsi; graniczy od północnego zachodu i północy z rzeką Zuojiang, od południowego zachodu i południa z rzeką Mingjiang, od południowego wschodu z górami Shiwan)                                                             | DC: 47–62 cm DO: 77–89 cm MC: 6,7–9,5 kg          | CR          |
|         | Trachypithecus delacouri     | (Osgood, 1932) | lutung białozady     | gatunek monotypowy | Wietnam (prowincje Hoà Bình, Hà Nam, Ninh Bình i Thanh Hóa | DC: 52–62 cm DO: 81–90 cm MC: 7,3–8,5 kg          | CR          |
|         | Trachypithecus francoisi     | (de Pousargues, 1898) | lutung białoznaczony | gatunek monotypowy | południowo-środkowa Chińska Republika Ludowa (Chongqing, Kuejczou i Kuangsi) i północny Wietnam (prowincje Hà Giang, Cao Bằng, Tuyên Quang, Bắc Kạn i Thái Nguyên) | DC: 50–63 cm DO: 74–90 cm MC: 5,5–7,9 kg          | EN          |
|         | Trachypithecus ebenus        | (Brandon-Jones, 1995) |                      | gatunek monotypowy | wschodnio-środkowy Laos (południowa prowincja Khammouan, rozproszone bloki wapienia w północnej prowincji Savannakhét), centralny Wietnam (Quảng Bình) | DC: około 62 cm DO: około 94 cm MC: około 10,3 kg | NE          |
|         | Trachypithecus laotum        | (O. Thomas, 1921) | lutung białobrewy    | gatunek monotypowy | Laos (od południowej prowincji Bolikhamxai, prawdopodobnie z rzeką Nam Kading jako północną granicą, na południe do środkowej prowincji Khammouan (około 17°40′ szerokości geograficznej północnej))                                                                         | DC: 46–67 cm DO: 81–90 cm MC: 6–8 kg              | EN          |
|         | Trachypithecus hatinhensis   | (Đào Văn Tiến, 1970) | lutung pręgogłowy    | gatunek monotypowy | północno-środkowy Wietnam (prowincje Quảng Bình i Quảng Trị) oraz wschodnio-środkowy Laos (prowincja Khammouan) | DC: 54–61 cm DO: 78–95 cm MC: 6–9 kg              | EN          |

Kategorie IUCN:  NT  – gatunek bliski zagrożenia,  VU  – gatunek narażony,  EN  – gatunek zagrożony,  CR  – gatunek krytycznie zagrożony;  NE  – gatunki niepoddane jeszcze ocenie.